# Stężenie śmiertelne
Stężenie śmiertelne (ang. lethal concentration, LC) – termin używany do określenia toksyczności danej substancji, oznaczający takie jej stężenie, które powoduje śmierć określonego organizmu po określonym czasie narażenia na nie.
W katalogach własności toksycznych związków chemicznych stosuje się oznaczenia typu LCXy lub LCX (y), gdzie:
- X – procent badanych organizmów, które umarły po ekspozycji na dane stężenie określonej substancji;
- y – oznacza gatunek organizmu, na którym zostało przeprowadzone badanie.